# ハーテイ省

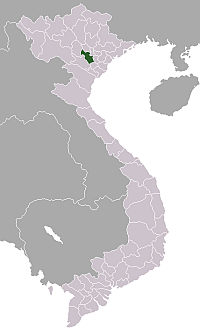
ハーテイ省

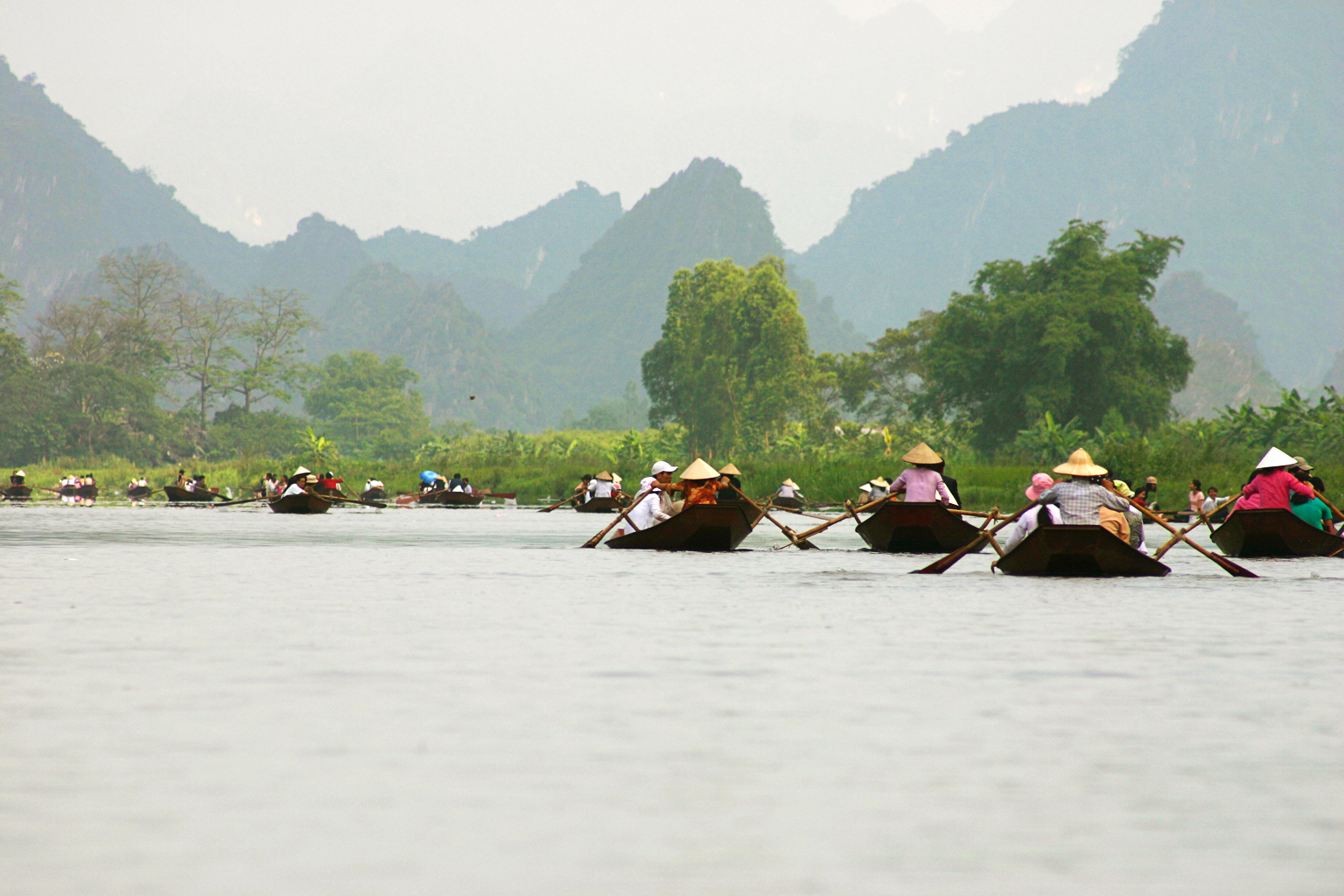
旧正月のフオン寺巡礼

ハーテイ省（ベトナム語：Tỉnh Hà Tây / 省河西、「ハタイ省」とも）は、かつて存在したベトナムの省の一つ。2008年8月1日、ハノイ市と合併し吸収された。紅河デルタ地方に位置し、ハノイの旧市域の西に隣接していた。省都はハドン（河東）。
農業生産が盛ん。また、都の背景地として伝統工芸も盛んである。観光地である香寺（フォーン寺）は、旧正月（テト）明けの2月末 - 3月に掛け、多くの参拝客が詰め掛ける。省の東端であるハドンは、ほぼハノイ市街に組み込まれていると言ってもよく、ここからハノイ市街に通勤する人も多い。